# Sporting Clube de Braga (féminines)
Maillots
Actualités
Le Sporting Clube de Braga (féminines) est la section féminine du Sporting Braga basé à Braga.

## Histoire
Le Sporting Clube de Braga est un club multisports fondé le mercredi 19 janvier 1921.
C’est un club éclectique qui, en plus du football, excelle dans des sports tels que l’athlétisme, la natation, le futsal, le beach soccer, le billard, le taekwondo, le boccia, le kick boxing, la boxe, le muay thai et le basket-ball, ayant déjà remporté plusieurs trophées nationaux et internationaux.
La section féminine du SC Braga est fondée en 2016. L'équipe est immédiatement admise en Primeira Divisão en compagnie du Sporting Clube de Portugal. Ces deux équipes dominent d'emblée en championnat et en Coupe du Portugal, toutefois c'est le club de Lisbonne qui gagne les titres.
En 2018, Braga gagne une première fois contre le Sporting CP lors de la finale de la Supercoupe, et empoche le premier titre de son histoire.
Après deux deuxièmes places consécutives, le SC Braga succède au Sporting CP, lors de l’avant-dernière journée de la saison 2018/19, le 5 mai 2019, le SC Braga remporte son premier titre de champion national, en étant invaincu. 

### Dates clés
- 1985: Création de la section féminine de football.
- 1989: Fin de la section féminine de football.
- 2016: réactivation de la section féminine de football, et premier match officiel, directement en Championnat du Portugal féminin de football.
- 2017: Vice-championne, finaliste de la Coupe du Portugal et finaliste de la Supercoupe.
- 2018: Vainqueur de la Supercoupe, Vice-championne et finaliste de la Coupe du Portugal.
- 2019: Vainqueur du Championnat du Portugal féminin de football, et finaliste de la Supercoupe.
- 2020: Vainqueur de la Coupe du Portugal et finaliste de la Coupe de la Ligue.
- 2022: Vainqueur de la Coupe de la Ligue.
- 2023: Finaliste de la Coupe du Portugal et finaliste de la Coupe de la Ligue.

## Résultats sportifs

### Palmarès
Le tableau suivant liste le palmarès du Sporting Clube de Braga actualisé à l'issue de la saison 2022-2023 dans les différentes compétitions officielles aux niveaux national, international et régional.
| Compétitions nationales | Compétitions régionales                        |
| - Championnat du Portugal (1) - Champion : 2018-19 - Vice-champion : 2016-17 et 2017-18 - Coupe du Portugal (1) - Vainqueur : 2020. - Finaliste : 2017, 2018, et 2023. - Supercoupe du Portugal (1) - Vainqueur : 2018. - Finaliste : 2017 et 2019. - Coupe de la Ligue portugaise (1) - Vainqueur : 2022. - Finaliste : 2020 et 2023. - Championnat du Portugal de 2ème division (0) | - Championnat de l'AF Braga (?) - Champion : ? |
| Compétitions internationales | - Championnat de l'AF Braga (?) - Champion : ? |
| - Ligue des champions (0) - Meilleure performance : Seizième de finale (2019-20) | - Championnat de l'AF Braga (?) - Champion : ? |
| Équipe réserve | Équipes de jeunes                              |
| |                                                |

### Bilan saison par saison
Le tableau suivant retrace le parcours de la section féminine depuis sa création en 1985.
| Édition   | Division 1                             | Division 2                             | Divisions régionales                   | Coupe du Portugal                      | Supercoupe du Portugal                 | Coupe de la Ligue                      | Coupes Européennes                     |
| 1985-1986 | 2e Zone Nord                           | Championnat inexistant                 | -                                      | Coupe inexistante                      | Supercoupe inexistante                 | Coupe de la Ligue inexistante          | Coupe Européenne inexistante           |
| 1986-1987 | 2e Zone Nord                           | Championnat inexistant                 | -                                      | Coupe inexistante                      | Supercoupe inexistante                 | Coupe de la Ligue inexistante          | Coupe Européenne inexistante           |
| 1987-1988 | -                                      | Championnat inexistant                 | -                                      | Coupe inexistante                      | Supercoupe inexistante                 | Coupe de la Ligue inexistante          | Coupe Européenne inexistante           |
| 1988-1989 | 3e Zone Nord                           | Championnat inexistant                 | -                                      | Coupe inexistante                      | Supercoupe inexistante                 | Coupe de la Ligue inexistante          | Coupe Européenne inexistante           |
| 1989-1990 | Mise en sommeil de la section féminine | Mise en sommeil de la section féminine | Mise en sommeil de la section féminine | Mise en sommeil de la section féminine | Mise en sommeil de la section féminine | Mise en sommeil de la section féminine | Mise en sommeil de la section féminine |
| 2016-2017 | Vice-champion                          | -                                      | -                                      | Finaliste                              | Finaliste                              | Coupe de la Ligue inexistante          | -                                      |
| 2017-2018 | Vice-champion                          | -                                      | -                                      | Finaliste                              | Vainqueur                              | Coupe de la Ligue inexistante          | -                                      |
| 2018-2019 | Vainqueur                              | -                                      | -                                      | 1/2 finale                             | Finaliste                              | -                                      |                                        |
| 2019-2020 | Compétition annulée                    | Compétition annulée                    | Compétition annulée                    | Vainqueur                              | Compétition annulée                    | Finaliste                              | Seizième de finale Ligue des champions |
| 2020-2021 | 3e                                     | -                                      | -                                      | Compétition annulée                    | -                                      | 1/2 finale                             | -                                      |
| 2021-2022 | 3e                                     | -                                      | -                                      | 1/2 finale                             | -                                      | Vainqueur                              | -                                      |
| 2022-2023 | 3e                                     | -                                      | -                                      | Finaliste                              | 3e                                     | Finaliste                              | -                                      |
| 2023-2024 | 5e                                     | -                                      | -                                      | 1/2 finale                             | 3e                                     | 1/4 de finale                          | -                                      |

## Statistiques

### Parcours européen

#### 2019-2020
Ligue des championnes :
|   | Tour                   | Date              | Club                | Résultat | Club                |
| - | ---------------------- | ----------------- | ------------------- | -------- | ------------------- |
| 1 | Phase de qualification | 7 août 2019       | SC Braga            | 2 - 0    | SK Sturm Graz       |
| 2 | Phase de qualification | 10 août 2019      | Apollon Limassol    | 0 - 1    | SC Braga            |
| 3 | Phase de qualification | 13 août 2019      | Rīgas FS            | 0 - 8    | SC Braga            |
| 4 | Seizièmes de finale    | 12 septembre 2019 | SC Braga            | 0 - 7    | Paris Saint-Germain |
| 5 | Seizièmes de finale    | 26 septembre 2019 | Paris Saint-Germain | 0 - 0    | SC Braga            |

#### Bilan
Mise à jour le 16/11/2023
- 5 matchs en Coupes d'Europe.

| Coupe                           | Matchs Joués | Victoires | Nuls | Défaites | Buts marqués | Buts encaissés |
| Ligue des championnes 2019-2020 | 5            | 3         | 1    | 1        | 11           | 7              |
| TOTAL                           | 5            | 3         | 1    | 1        | 11           | 7              |

#### Buteuses
Mise à jour le 16/11/2023, au terme de la saison 2019-20
| Noms              | Buts marqués | Matches joués | Moy. B/M |
| Shade Pratt       | 3            | 5             | 0,60     |
| Vanessa Marques   | 3            | 5             | 0,60     |
| Francisca Cardoso | 2            | 4             | 0,50     |
| Babi              | 1            | 1             | 1        |
| Laura Luís        | 1            | 2             | 0,50     |
| Dolores Silva     | 1            | 5             | 0,20     |
| TOTAL             | 11           | 5             | 2.20     |

#### Adversaires européens
Mise à jour le 16/11/2023
| - SK Sturm Graz - Apollon Limassol - Paris Saint-Germain - Rīgas FS |

### Bilan général
Depuis la saison 1985-1986 et à l'issue de la saison 2022-2023
| Competition                            | T | S  | Pld | G   | N  | P  | Vict. % | BP  | BC  | DB   |
| -------------------------------------- | - | -- | --- | --- | -- | -- | ------- | --- | --- | ---- |
| National                               |   |    |     |     |    |    |         |     |     |      |
| Liga 1                                 | 1 | 11 | 181 | 137 | 16 | 28 | 75,69   | 712 | 120 | +592 |
| Taça de Portugal                       | 1 | 7  | 34  | 28  | 1  | 5  | 82,35   | 132 | 23  | +119 |
| Supertaça de Portugal                  | 1 | 5  | 7   | 1   | 3  | 3  | 14,29   | 8   | 12  | -4   |
| Taça da Liga                           | 1 | 4  | 16  | 9   | 2  | 5  | 56,25   | 29  | 17  | +12  |
| Total national                         | 4 | 11 | 238 | 175 | 22 | 41 | 73,53   | 881 | 172 | +709 |
| International                          |   |    |     |     |    |    |         |     |     |      |
| Ligue des champions féminine de l'UEFA | 0 | 1  | 5   | 3   | 1  | 1  | 60,00   | 11  | 7   | +4   |
| Total international                    | 0 | 1  | 5   | 3   | 1  | 1  | 60,00   | 11  | 7   | +4   |
| TOTAL                                  |   |    |     |     |    |    |         |     |     |      |
| Total                                  | 4 | 11 | 243 | 178 | 23 | 42 | 73,25   | 892 | 179 | +713 |

## Personnalités du club

### Historique des présidents
- António Salvador (2003-)

### Entraîneurs
| Entraîneur        | Période        | Titres | Matchs dirigés | Victoires | Nuls | Défaites | % victoires |
| ----------------- | -------------- | ------ | -------------- | --------- | ---- | -------- | ----------- |
| João Marques      | septembre 2017 |        | 4              | 2         | 0    | 2        | 50,00 %     |
| Miguel Santos     | 2017-2021      |        | 108            | 85        | 7    | 16       | 78,70 %     |
| João Marques      | 2021-2022      |        | 32             | 24        | 2    | 6        | 75,00 %     |
| Gonçalo Nunes     | 2022-2023      |        | 35             | 23        | 5    | 7        | 65,71 %     |
| Tomás Tengarrinha | 2023           |        | 8              | 4         | 4    | 0        | 50,00 %     |

### Meilleures buteuses par saison
Ce tableau présente les meilleures buteuses du Sporting Clube de Braga à l'issue de chaque saison (toutes compétitions confondues).
| Saison    | Joueuse                         | Buts |
| --------- | ------------------------------- | ---- |
| 1985-1986 | ?                               | ?    |
| 1986-1987 | ?                               | ?    |
| 1987-1988 | ?                               | ?    |
| 1988-1989 | ?                               | ?    |
| 2016-2017 | Ottilia Grassetti               | 19   |
| 2017-2018 | Laura Luís                      | 39   |
| 2018-2019 | Vanessa Marques                 | 31   |
| 2019-2020 | Laura Luís                      | 13   |
| 2020-2021 | Myra Delgadillo Dolores Silva   | 11   |
| 2021-2022 | Vanessa Marques Vitória Almeida | 17   |
| 2022-2023 | Caroline Kehrer                 | 16   |
| 2023-2024 | Caroline Kehrer                 | 13   |